# Sankt Georgen an der Leys
Sankt Georgen an der Leys est une commune autrichienne du district de Scheibbs en Basse-Autriche.